# Сиротинское девичье собрание

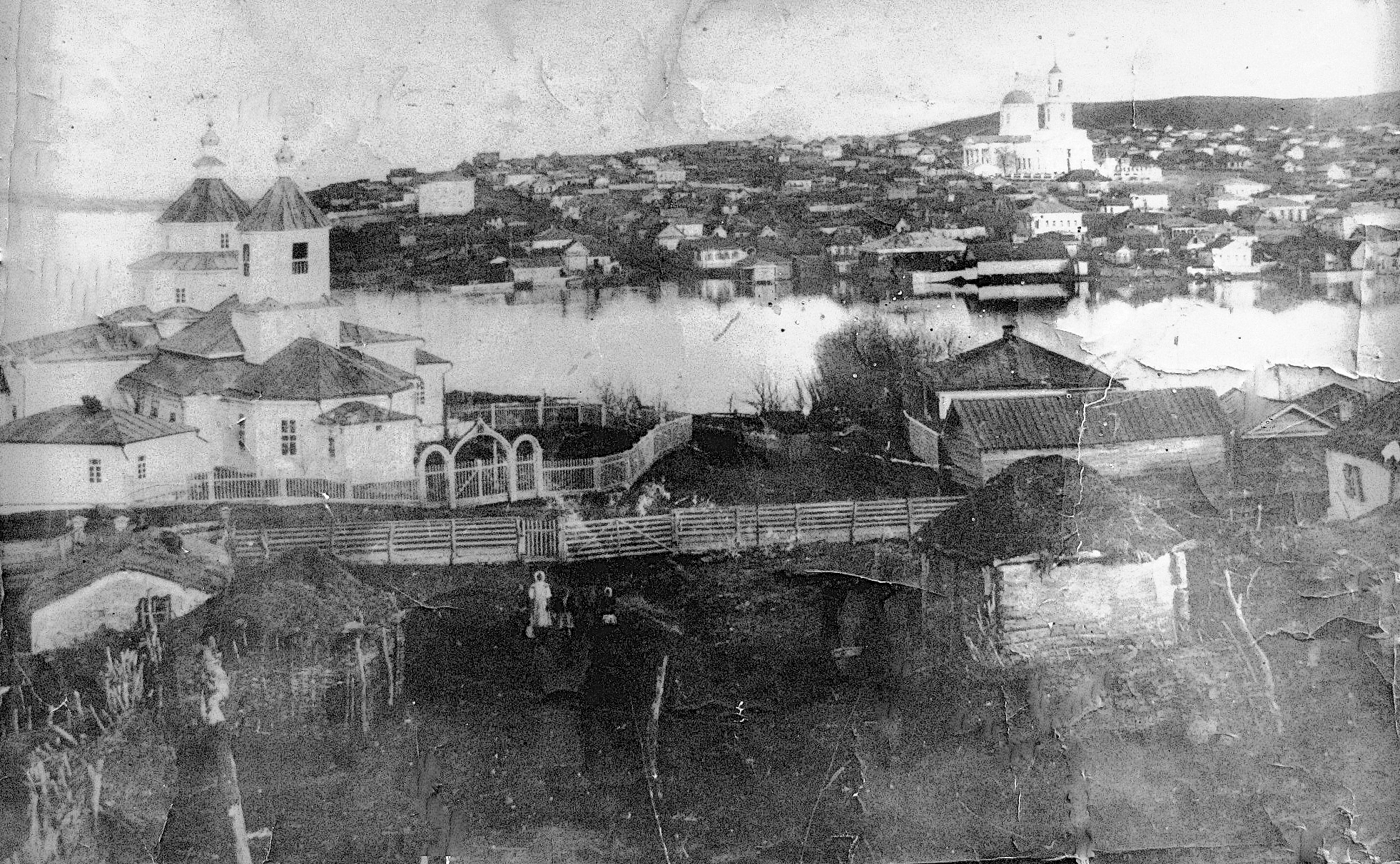
Варваринская церковь и Сиротинское девичье собрание, предп. 1913 г.

Сиротинское девичье собрание — женская православная община, устроенная диаконом Василием Михайловым при Варваринской церкви станицы Сиротинской Второго Донского округа Области Войска Донского для «девиц, избравших безбрачное житие в посте и молитве».
В 1785 году 40 девиц Сиротинского собрания стали первыми инокинями женского Усть-Медведицкого Спасо-Преображенского монастыря.

## История
В середине XVIII века на Дону не было ни одного женского монастыря, в который девушки, по тем или иным причинам не желающие выходить замуж, могли бы удалиться, чтобы провести свою жизнь в посте, молитвах и трудах, направленных на общественное благо. Сиротинское девичье собрание стало своеобразным аналогом такой обители.

### Управление
Первоначально собрание возглавила  одна из дочерей дьякона Василия Михайлова, Евдокия. Из её переписки с отцом известно, что она получила исцеление от болезни, молясь святой Варваре, и в честь которой был освящен один из приделов станичной Успенской церкви, при которой служил дьякон. Впоследствии святая великомученица Варвара Илиопольская стала покровительницей девиц, обитавших вместе с Евдокией здесь же, при церкви, в специально построенном для этого большом доме.
При жизни Василия Михайлова собрание вмещало до 50 девиц. Здесь же была устроена школа, где дьякон и Евдокия обучали детей грамоте. Впоследствии эта школа была хорошо известна святителю Тихону Задонскому, который подарил Евдокии икону Божией Матери, а также часослов, святцы и псалтыри для школьников.

## Наставления дьякона Михайлова
Для девиц дьяконом были написаны особые наставления в 17 пунктах.
Краткое содержание их примерно следующее:
- кто хранит девство, то подражает Пресвятой Деве Марии;
- всем, избравшим девственное житье необходимо подчиняться старшей, иметь единомыслие и любовь между собой, время проводить преимущественно в безмолвии, пребывая в молитве, в положенные часы присутствовать в церкви при богослужении;
- с позволения и согласия старшей по усердию допустимы особые подвиги или усиленная молитва ночью;
- время должно проводить в молитве, чтении душеполезных книг и рукоделии;
- к больным допускается послабление, требуется отречение своей воли, запрещается ходить в мирские жилища, злословить, празднословить, требуется частая исповедь и внимание и к малым грехам;
- для наблюдения за другими иметь особо двух поставленных старших девиц;
- требуется иметь все общее, кто бы ни заработал или получил, всё отдавать в общую пользу;
- нельзя пить вино и угощать им случившихся гостей, но с помощью Божией благодати всеми силами стараться проводить житие своё в благоговении и страхе божьем и во всяком воздержании и трезвости.

В конце наставлений дьякон говорит:

«Если, отложив малодушие, воспринятое вами житие проходить будете с ревностью… за самых свободных себя признавать станете, ибо вы ни от кого независимы, никому не подвластны, вас не отягощает и не изнуряет домовое правление, в огорченье не приводят малые дети, да и прочих житейских прискорбностей, от которых весь мир стонет, вы совсем остаетесь свободными; вы в мире, яко вне мира находитесь, вы, на земле живущие, небесным жителям подобны».
Наставления Сиротинскому девичьему собранию были полностью одобрены святителем Тихоном Задонским, у которого дьякон Михайлов с дочерью побывали в июне 1779 года.

## Преобразование Усть-Медведицкого монастыря

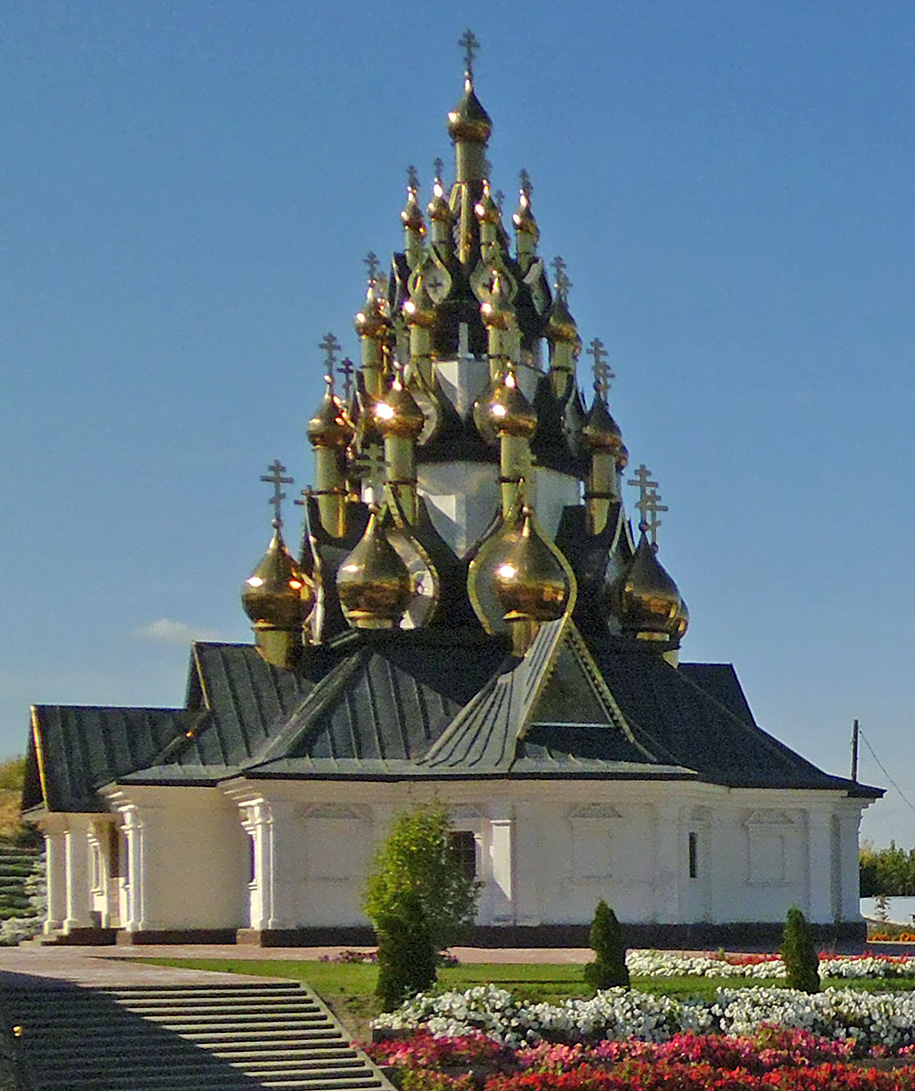
Церковь Спаса Преображения на территории Усть-Медведицкого Спасо-Преображенского монастыря

В 1785 году по ходатайству Воскового Атамана А.И. Иловайского Святейший Синод разрешил преобразовать мужской Усть-Медведицкий монастырь в женский. Устроителем обители и первым руководителем инокинь по решению Архиепископа Тихона III был назначен дьякон Василий Михайлов, который с охотой принял поручение и взял с собой в новый монастырь 40 девиц из Сиротинского девичьего собрания, ставших первыми инокинями новой обители.

## Дальнейшая судьба Сиротинского собрания

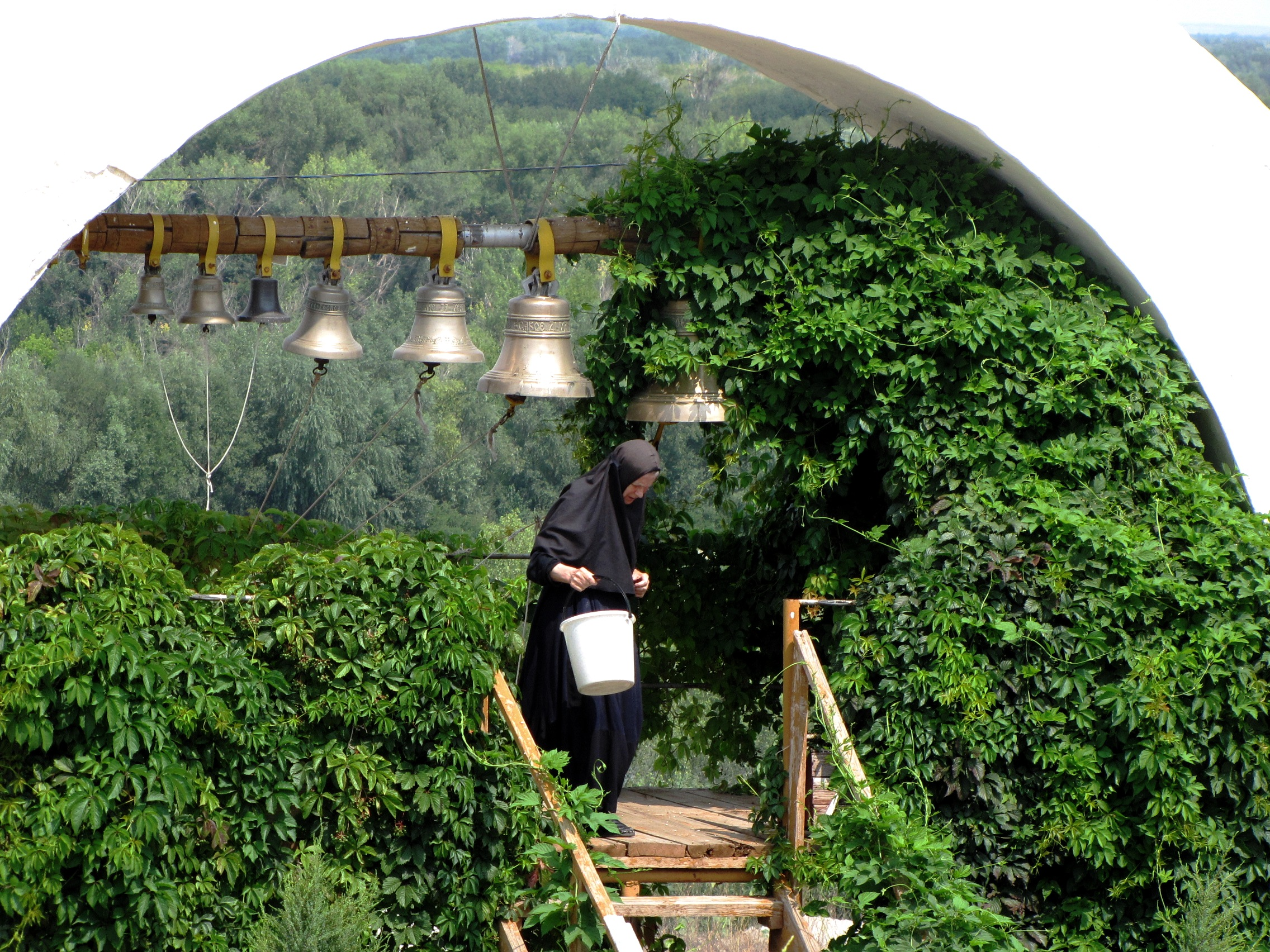
Монахиня Усть-Медведицкой обители, 2013 г.

Несмотря на это, Сиротинское девичье собрание продолжало существовать. Василий Михайлов добился для насельниц отмены дворовых повинностей, а по духовному завещанию дьякона собрание получило дом и мельницу, благодаря чему обрело финансовую независимость.
Василий Михайлов умер в 1793 году и был похоронен в ограде Варваринской церкви с южной стороны. Долгие годы жители станицы не забывали его могилу, на которой по дьякону часто служили панихиды. Весной всегда, по окончании молебствий в полях и хуторах и по возвращении крестного хода в станицу, кресты и иконы несли к могиле дьякона.
Сиротинское девичье собрание фактически существовало до тех пор, пока в 1929 году, Варваринская церковь не была превращена в ссыпной пункт "Коопхлеба". В 1931 году церковь отдали под колхозный инкубатор. В 1936 году храм разобрали, а лес использовали на постройку здания райисполкома.
Многочисленные реликвии Варваринской церкви - небольшой серебряный крестик с мощами Святой Варвары и других киевских угодников, приобретенный, вероятно, стараниями Василия Михайлова, духовное завещание дьякона, письма к дочери Евдокии, другие документы, книги, иконы и т.д. -  были утеряны. Точное местонахождение могилы Василия Михайлова пока неизвестно.